# Парижка обсерватория
Парижката обсерватория (на френски: Observatoire de Paris) е астрономическа обсерватория в Париж, създадена през 1667 г. в рамките на Френската академия на науките.
Първи неин директор е Джовани Доменико Касини. Обсерваторията е построена близо до Пор-Роял, където се намира и до днес.
Днес Парижката обсерватория е най-старата действаща обсерватория и е сред най-големите астрономически центрове на света.
В рамките на Обсерваторията са обособени 7 лаборатории и научно звено, които покриват съществена част от проблематиките на съвременните астрономия и астрофизика. Научните лаборатории са асоциирани към университетите от Париж и региона и към Националния център за научни изследвания на Франция.
Основаването на обсерваторията става по времето на Жан-Батист Колбер, министър на Луи XIV. Строежът на сградата, тогава далеч от центъра на Париж, е започнат през 1667 г. и е завършил през 1671 г. Архитект е Клод Перо, брат на писателя Шарл Перо (министър на общественото строителство по времето на Луи XIV). Първите оптични инструменти са произведени от Джузепе Кампани.
Сградата е разширявана през 1730, 1810, 1834, 1850 г., а през 1951 г. до съществуващата сграда е построена и нова (оттогава старата сграда се нарича „сграда Перо“). При последната реконструкция на сградата „Перо“ се обособява пищната Меридианна зала, проектирана от Жан Пруве.
През 1679 г. Обсерваторията публикува първия национален алманах в света Connaissance des temps. В него са включени таблици със затъмненията на спътниците на Юпитер, което е позволявало на мореплавателите да определят географската дължина с астрономически наблюдения. През 1863 г. Обсерваторията изработва първата съвременна синоптична карта. През 1882 г. е започнат проектът „Carte du ciel“, имащ за цел да картографира цялото небе чрез мрежа от 33-см телескопи по цялата планета. По-късно проектът е изоставен като непосилен.
През ноември 1913 г. астрономи от Парижката обсерватория, използвайки Айфеловата кула като антена, определят точната разлика между географските дължини на Париж и Вашингтон чрез радиосигнали с Националната военноморската обсерватория на САЩ.